# Septfontaines (Doubs)
Septfontaines é uma comuna francesa na região administrativa da Borgonha-Franco-Condado, no departamento de Doubs. Estende-se por uma área de 18.37 km². Em 2010 a comuna tinha 378 habitantes (densidade: 20,6 hab./km²).